# 2002년 위버링겐 공중 충돌 사고

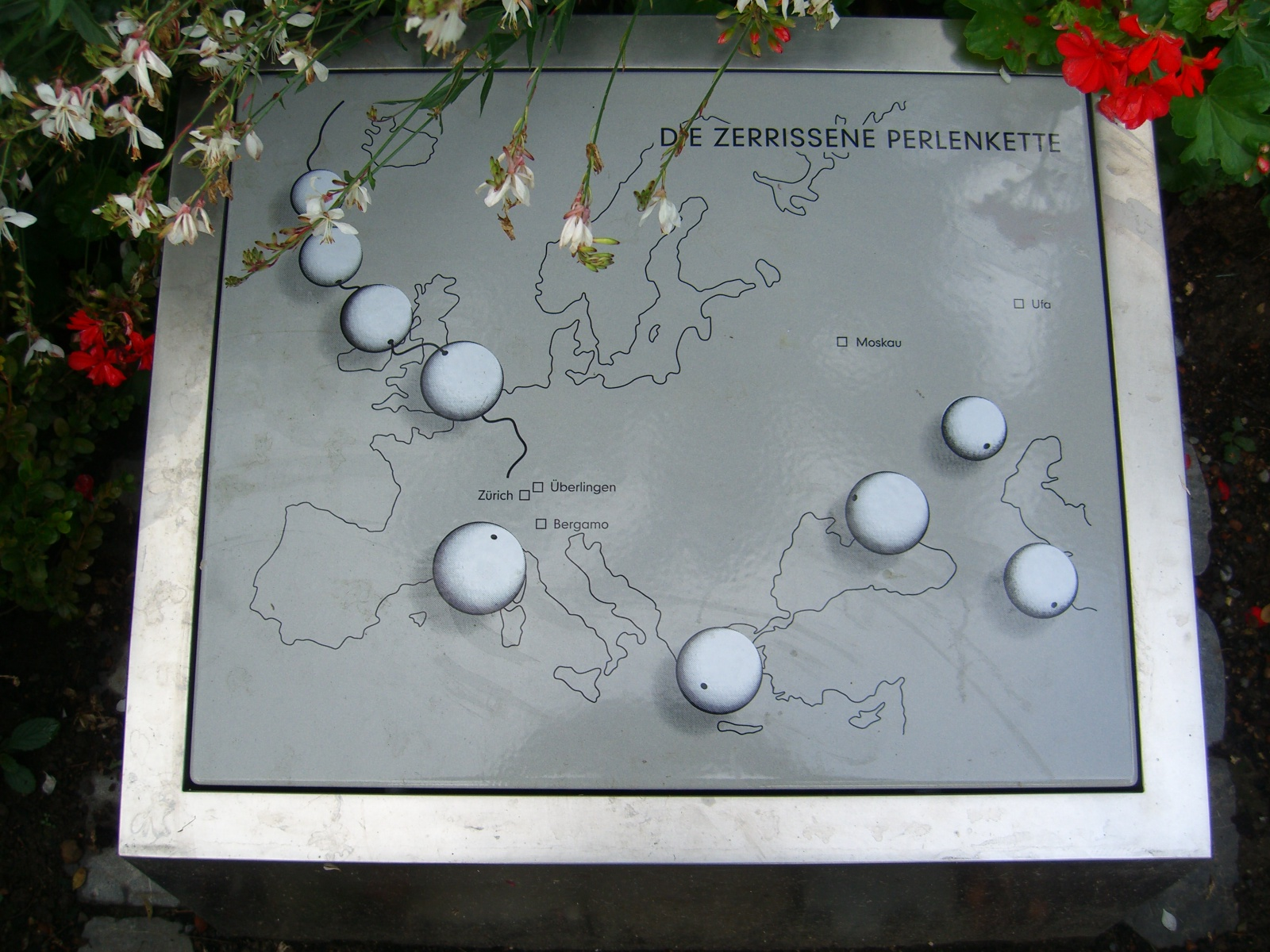
추모비

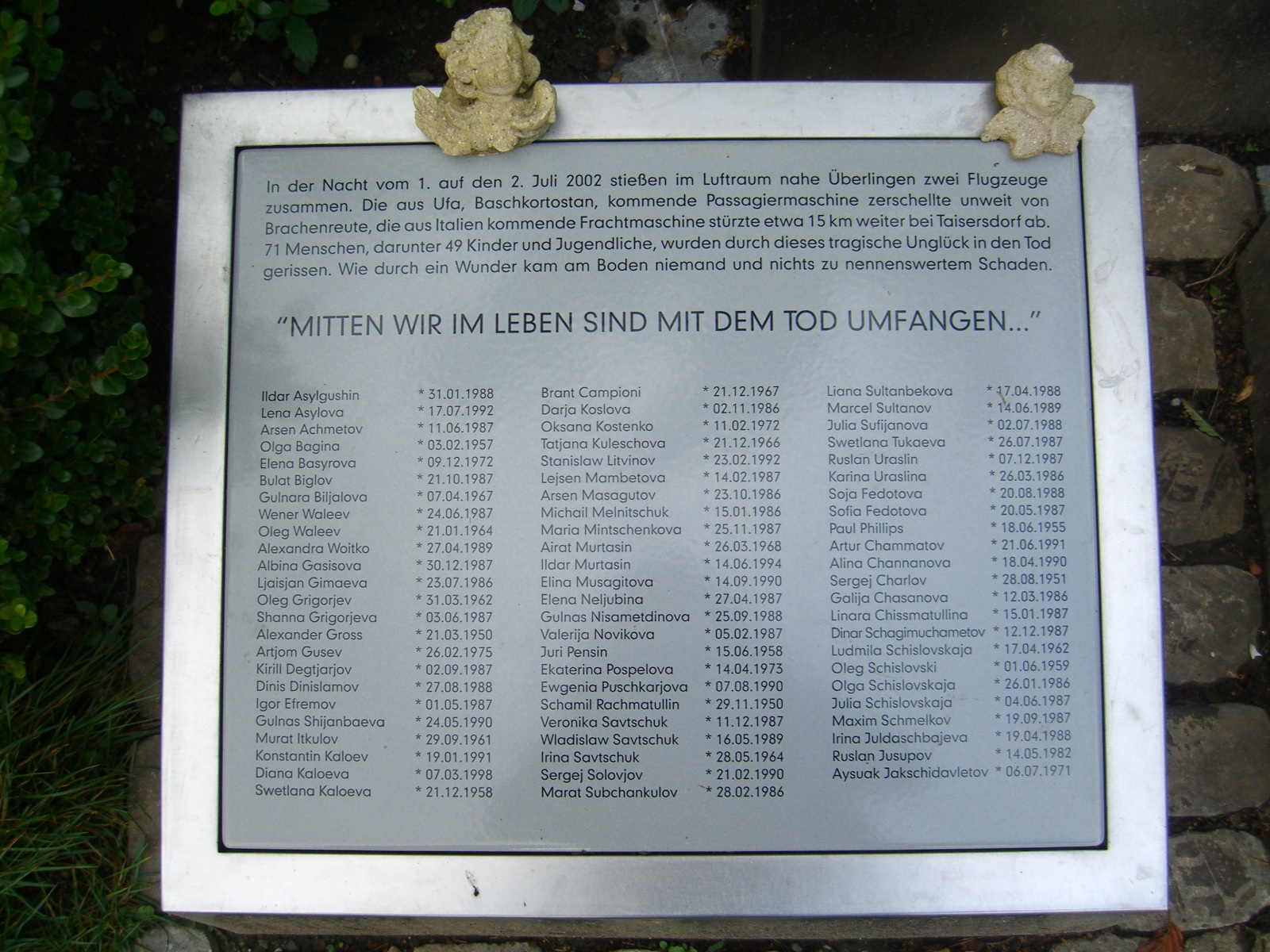
추모비

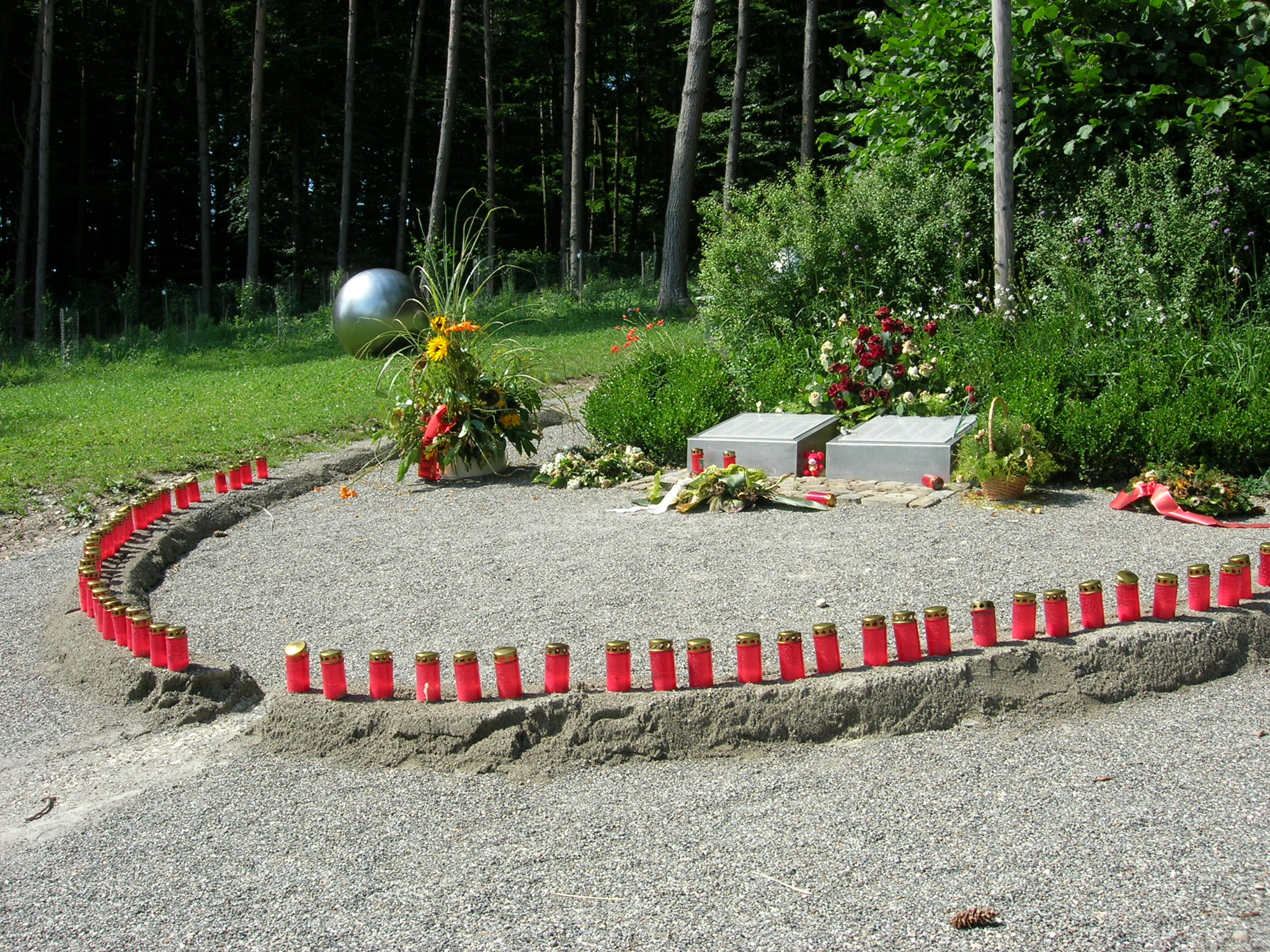
추모 공간

2002년 위버링겐 공중 충돌 사고는 2002년 7월 1일, 독일 남부 위버링겐 상공에서 바시키르 항공 2937편과 DHL 611편 화물기가 공중 충돌한 사고로, 바시키르 항공 2937편은 모스크바에서 바르셀로나로 향하던 투폴레프 Tu-154M 여객기였으며(기체 등록번호: RA-85816) DHL 611편은 이탈리아의 베르가모를 출발하여 벨기에의 브뤼셀로 가던 보잉 757-23APF 화물기(기체 등록번호: A9C-DHL)였다. 2대의 항공기는 2002년 7월 1일 21시 35분(UTC)에 독일의 오빙겐과 위버링겐 상공에서(보덴호와 가깝다) 충돌하여 두 항공기를 포함한 총 71명이 사망한 사고로 기록되었다. 2004년 5월 19일 독일 연방 항공사고 수사국(BFU)은 이 사고가 항공 교통 통제 시스템의 문제 및 충돌 경보 체계 시스템 사용에 대한 문제(관제사의 지시와 TCAS의 지시가 다름)에서 기인했었다고 밝혔다.
2004년 2월 24일, 사고 당시 관제사로 근무중이었던 페터 닐센은 당시 사고로 아내와 2명의 아이들을 잃은 비탈리 칼로예프에 의해 결국 살해당하고 말았다.

## 사고기의 정보
2937편은 60명의 승객과 9명의 승무원을 태운 전세편이었다. 승객중 45명은 바시코르토스탄 공화국의 학생들로 스페인의 코스타다우라다 리조트로 갈 예정이었는데 그들은 우파에서 모스크바까지 기차를 타고 왔다. 그 학생들의 학부모 대부분은 바시코르코스탄 공화국에서 상위 계층으로 그 학생들중 7명은 우파에서 3위 안에 드는 고등학교 학생들이었으며 그 학교는 우파에서 상위권에 있는 중요한 학교였다. 유네스코의 지역위원회에서 주최한 휴가여행이었는데, 원래 그들은 일요일 셰레메티예보 국제공항에서 출발 지원을 받기로 되어 있었다. 하지만 그들은 모스크바에 늦게 도착한 관계로 공항에 잘못 도착하여 7월 1일 월요일에 도모데도보 국제공항에서 출발하는 것이 확정되었다. 사고기는 러시아 조종사들이 조종하였으며, 기장인 알렉산드르 마하일로비치 그로스와 첫 번째 승무원이자 그로스의 상사였던 올레크 파블로비치 그리고리예프가 투폴레프기를 조종하였다. 그리고리예프는 바시키르 항공의 원년 조종사였으며, 비행 도중 그로스의 행동을 평가하는 지도 조종사였다. 무라트 아하토비치 잇클로브는 일반적으로 첫 번째 당직이었으나 그리고리예프가 그의 자리에 앉은 관계로 공식적으로 일해야 할 의무는 없었다. 그는 기장으로의 승급이 예정되어 있었다. 세르게이 할로프 항법사외에 2명의 항공기관사가 동승하였다.
611편은 DHL의 항공화물 수송을 담당하고 있었으며 바레인 출신의 승무원클럽 회원인 영국인 기장 폴 필립스와 캐나다 출신 부조종사인 브랜트 캠피오니가 조종을 맡았다.

### 2937편 승객중의 유명인사
2937편의 승객이었던 14세의 키릴 데그챠레프는 그림을 그려왔으며 4살부터 사망 전까지 두 번의 공공전시회에 참가하였다. 사망 후 우파의 한 전시회와 위버링겐의 전시회 주인공이 되었다.

## 사고의 순간
두 항공기는 비행레벨 360(36000피트(11,000 m), 상기 해수면 기점)에서 비행하고 있었다. 독일 상공임에도 불구하고, 상공은 취리히에서 관제하고 있었으며, 취리히 관제소는 스위스의 민영 항공 관제사인 스카이가이드에서 관제하고 있었다. 상공을 관제하는 유일한 항공 교통 관제사인 페터 닐센은 두 자리에서 동시에 관제 업무를 수행하고 있었던 터라 두 항공기가 위험에 처하기 전까지도 상황을 전혀 파악하지 못했다. 그가 위험에 처한 2937편의 움직임을 주시하는 동안 사고에 이르기 까지는 불과 몇분을 남겨두고 있었으며, 교차하는 비행경로에서의 충돌을 피하기 위해 1000피트 하강하라는 지시를 내렸다(2937편). 하지만 러시아 조종사들이 하강을 개시한지 몇 초후 TCAS에서 상승하라는 경고 지시가 나왔으며 동시에 611편의 TCAS도 조종사들에게 하강하라는 지시를 내렸다. 두 항공기 모두 TCAS의 지시를 따랐다면 충돌을 피할 수도 있었던 상황이었다.
611편의 조종사들은 처음부터 TCAS 지시에 따라 하강을 개시했다, 하지만 관제사가 2937편을 취급하고 있었기 때문에 즉각적으로 관제사에게 알릴수 없는 상황이었다. 충돌직전 대략 8초 전, 611편의 하강률은 1분당 대략 2400피트(12 m/s)였으며 TCAS에서 지시한 만큼 빠른 경우 1분당 2500에서 3000ft/min(13에서 15m/s) 범위었다. 투폴레프기의 러시아 조종사들은 상승하라는 TCAS 지시를 무시하고 하강을 강행하기 시작했다. 관제사에 의해 지시되는 것과 같이, 따라서 두 비행기 모두 하강하고 있었다.
TCAS에서 발령한 경고를 전혀 모르고 있었던 닐센은 하강하는 2937편에 하강 지시를 반복했으며, DHL 항공기의 위치에 대한 부정확한 정보를 2937편에 제공하였다.
두 항공기는 34890피트(10630m)의 고도에서 거의 직각으로 충돌했는데, 611편의 수직안정판이 2937편의 주날개 앞의 동체부분을 직각으로 관통하는 형태로 충돌하였다. 2937편의 투폴레프기는 폭발과 함께 여러조각으로 분해되었으며, 해당 지역으로 파편이 광범위하게 퍼졌다. 항공기의 기수 부분은 수직으로 추락했으며, 엔진이 위치한 꼬리날개 부분은 계속해서 곤두박질쳤다. 611편은 수직안정판의 80% 부분이 사라진 상황이었으며, 타이저스도르프 마을에서 가까운 숲으로 추락하는 동안 조종사들은 추락을 막기위해 안간힘을 쓰는 과정에서 추가로 7km(4 마일)를 비행하였으나 70도 하강 각도로 추락하고 있었다. 각 엔진은 주요 파편에서 수백미터 떨어진 곳으로 떨어져 나갔으며 그리고 후부의 꼬리날개 부분은 지상에 충돌하기전 나무에 의해 동체에서 분리되었다. 2937편의 69명과, 611편의 2명을 포함하여 전원이 사망한 대형참사로 기록되었다.

## 사고의 다른 요소
당시 유일한 항공 관제사였던 취리히 관제소의 페터 닐센만이 영공에서의 항공기 비행자세를 관제할 수 있었다. 다른 관제사들은 그날 밤 모두 다른 곳에서 쉬고 있었다. 이는 규정에 위배되는 행동이었으나 하지만 몇 년전부터 이 상황이 지속된것으로 알려졌으며 관리도 소홀히 취급되었다. 그날 레이다 보수공사로 인해 닐센은 교대 관제사와 시스템 관리자를 호출했다.
닐센은 두개의 항공 교통 관제시스템 중 하나를 추가로 선택할 수 있도록 되어있다는 것을 전혀 모르고 있었으며, 닐센이 계속해서 자신의 관제 능력에 비해 어려운 상황이 증가하고 있었을 때 뒤늦게 그것을 깨달았을때는 이미 늦은 뒤였다.
사고가 나기 몇 분전, 닐센은 지연된 상태로 프리드리히샤펜 국제공항에 접근하고 있던 에어로로이드 1137편을 맡고 있었다. 무려 두자리에서 하나의 관제 업무를 번갈아 가며 맡고 있었던 닐센은 작동되지 않고 있던 직통 전화로 1137편이 접근하고 있던 프리드리히샤펜 국제공항에 계속 연락을 시도했다. 스카이가이드의 주 전화 시스템은 보수 공사로 다운된 상황이었으며 설상가상으로 백업 시스템도 고장나있는 상황이었다. 이로 인해 닐센이 그날 지연되고 있던 1137편의 프리드리히샤펜 도착을 안내하는데 예상보다 시간이 더 걸렸던 터라 여러 항공기로 부터의 연락을 놓쳤기 때문이었다. 또한 잘못된 전화로 인해 전화 경고 메시지가 카를스루에의 항공 관제사로부터 전달되지 않았다. 산만한 업무로 인해 닐센은 충돌하기전 까지도 위험을 전혀 파악하지 못했다. 그는 이미 이 위험한 상황을 알고 있었던 터라 항공기의 안전거리를 확보 할 수도 있었던 상황이었는데 두 항공기는 계속해서 충돌 회피 시스템의 지시에 대해 주의 하지 않았다.
덧붙여 말하자면 닐센이 2937편에 하강을 지시한 후에 다시 프리드리히샤펜에 도착하고 있는 1137편의 관제를 맡았으며 하강을 지시한 611편의 TCAS 경보를 듣지 못했다.
다른 요인으로는 지상 기반 광학 충돌 경보시스템을 들수 있는데, 사전에 충돌이 임박했을 경우 관제사에게 경고하는 방식이었으며, 그날은 보수공사로 인해 꺼진 상태였다는 것을 모르고 있었다. 거기에는 아직 청각 STCA 경보 시스템이 있었는데, 워크스테이션 주소로 다시 21시 35분 정각에 경고를 발령했다(충돌 32초 전); 이 경고는 그 시간 아무에게도 들리지 않았으며 비록 후에 기술적인 부분의 감사에서 이 시스템의 문제가 없다는 것이 드러났지만; 이 청각 방식의 경고시스템이 켜졌느냐 꺼져 있었느냐의 여부는 기록되지 않았다. 닐센이 이 경고를 들었다 하더라도 그는 611편 조종사들에 의해 TCAS의 하강 경보가 제공될 때 다음 레이다 업데이트 12초 후에 전달될것이라는 오해를 하고 있었다; 그 시간 동안 유일한 해결 방법은 항공교통 관제사의 지시였으며 그것은 불가능하고 어려운 것이었다.

### 공식 보고서의 빗나간 진술
많은 국가에서 공식 보고서에 사고와 빗나간 내용이 추가되었다고 제기하는 등 복잡했다. 바레인, 스위스와 러시아에서는 공식 보고서가 나올때 자신들의 의견을 담은 내용을 출판하였다. 미국은 일탈된 자세를 보이지 않았다. 많은 논평들이 보고서에 추가되었으나 독일측 조사관들은 자신들의 논평을 담지 않았다.
DHL항공기의 소유주였던 바레에서는 보고서의 판정에 대해 대부분 동의하는 분위기였다. 그들은 보고서의 내용을 두고 조직과 관리능력이 요구가 개개인의 행동과 스트레스와 함께 문제를 야기했다고 말했다. 바레인측의 성명도 사고를 야기한 투폴레프 항공기 조종실의 상황에 대해 승무원 양성 관리체계의 결핍이 있었다고 언급하였다.
러시아 연방 정부는 러시아 조종사들이 TCAS의 상승 지시를 이행하지 못했던 위압적인 분위기에 대해서는 당시 상황보고에 따르면 그들은 이미 35500피트 고도에 접어드는 동안 공역의 교통량이 많은 상태로 인한 관제사의 모순된 지시로 인해 36000피트 고도로 이해했을 것이라고 밝혔다. 또한 그 관제사는 DHL항공기의 잘못된 자세(실제의 10시방향 대신 2시방향으로 안내)를 요구했다고 밝혔다. 러시아는 DHL 조종사들이 비행을 시작한 이래 충돌 회피를 위한 "실제 가능성"을 두고 그들은 러시아 조종사와 관제사간의 대화를 들을 수 있었다고 단언하였다.
스위스는 투폴레프 항공기가 스위스 관제사에 의해 지시된 비행 고도층 하부로 약 33m에 위치했으며 여전히 1분에 1900피트로 하강하고 있다고 주의를 주었다고 밝혔다. 스위스에서는 이것이 사고의 원인이라고 밝혔다. 또한 스위스 위치에서는 즉각적인 지시를 따르는 경우 스위스 관제사가 잘못된 정보(위치와 말)를 제공한 경우에는 TCAS의 지시가 더 유용하다고 주장하였다.
공식 보고서에는 러시아 항공기의 자석 방위 변화가 점증적으로 20도(254에서 274까지)였는데 충돌 순간에 이르는 동안에도 평가되지 않았다.

## 결론
닐센은 사고로 인한 외상후 스트레스 장애 때문에 의학적 치료를 필요로 했다. 스카이가이드에서는 닐센의 전 동료가 닐센이 일했던 자리를 지나갈때마다 얼굴이 창백해지는 상황이 지속되었다. 스카이가이드에서는 이후 처음에는 러시아 조종사들이 사고를 야기한것에 대해 괘씸하다는 생각을 가지고 있었으나, 몇몇 러시아측 유가족들에게는 사고에 대한 책임의 일부 부담과 보상금을 지불하는 것에 동의하였다.
2004년 5월 19일, 공식 조사관들은 관리 무능력과 시스템 장애가 사고를 야기한 주된 원인이었음을 발견하였는데, 그리하여 닐센은 확실히 사고를 야기하긴 했어도 무조건 비난받을 수 없는 처지였다. 상기 설명한 바와같이, 일련의 사건이 칼로예프와 닐센이 사고의 촉진을 눈치채지 못했다.
2006년 7월 27일, 콘스탄츠 재판소에서는 독일 정부가 바시키르 항공에 보상금을 지급하라는 판결을 내렸다. 법원은 국가가 외국 회사에 독일 상공의 항공 교통 관제 허용이라는 불법을 발견하였다.
정부는 이 판결내용에 이의를 제기했으며, 2008년까지 아직 마지막 판결을 기다리는 중이다.
콘스탄츠 재판소에서 이전에 이 사례와 별개로, 스카이가이드의 책임을 담당한 보험사는 이번 손해에 대해 바시키르 항공을 상대로 2500만 유로의 소송을 냈다.

### 페터 닐센 피살사건
사고 당일 관제 업무를 맡았던 페터 닐센은 2004년 2월 24일, 사고로 모든 가족을 잃은 한 유족인 비탈리 칼로예프에 의해 자신의 집 앞에서 무참히 살해당하고 말았다.

## TCAS와 모순된 지시
사고는 TCAS와 항공 교통 관제(ATC)에서 서로 다른 순서를 받았을 때 조종사가 어떻게 대응해야 하는지 문제를 제기했다. TCAS는 두 조종사 모두 신속하게 지시를 따르는 것으로 계획된 프로그램이다. TCAS가 항상 어떠한 경우에도 관제사 지시보다 앞서 있다는 점을 감안하면 운영 매뉴얼의 형태가 명확해야 하는데; 만약 연습과정에서의 지시가 관제사로부터 혹은 TCAS에서의 지시를 동시에 받은 경우에는 우선 TCAS의 지시를 따르는 것으로 조언이 주어지고 있다.
관제사 보다 이전에 TCAS의 지시에 응답하여 통보하는 것은 필수가 아니었다.

### 사고 발생전 일어난 사건
이 사고가 일어난 곳에서 불과 1년 전 이미 관제사와 TCAS의 상반된 지시로 인한 혼란을 포함한 사건이 있었다. 그 중에서 2001년 일본항공 소속 항공기의 아찔한 조우는, 일본 영공내에서 각각의 양 항공기가 근접하여 충돌할 뻔한 사건이었다. 양 항공기는 TCAS와 관제사로부터의 모순된 지시를 받고; 한 조종사가 TCAS의 지시를 이행하는 동안 다른쪽은 그렇지 않았던 것이다. 한 조종사가 시각적으로 판단에 기초한 애매한 행동이 성공것에 의해 사고를 피할 수 있었다.

### 바시키르 조종사에 대한 불명확한 지시
바시키르 조종사들이 사용하고 있던 TU-154M 비행 매뉴얼에는 TCAS의 지시와 ATC의 지시중 ATC의 지시를 따르게 되어있다. 
| “ | 비행중 충돌을 피하기 위해 항공 관제사의 견해에 따른 지시에 집중하여 조종사의 행동 교정을 실시하는 것을 골자로 공역이라는 장소의 시각적 관제를 최우선적인 도구로 사용한다. TCAS는 충돌을 방지하기위한 보조장치일뿐 오작동이 많으므로 모든상황에서 정확하게 판단할 수 있는 관제사의 지시를 우선적으로 하라라고 되어있었다 | ” |

이 같은 비행 매뉴얼은 페이지 마다 다르며, 또한 어떤 상황에서도 통과할 때 관제사의 지시와 반대로 TCAS의 지시를 따라 전략적으로 행동하는 것을 엄격하게 금지하는 내용이 포함되어 있었다. 그럼에도 불구하고, 공식 보고서에는 조종사들이 TCAS의 지시를 눈치채지 못하고 선행한 것으로 생각되는 내용을 찾을 수 있다.

### 기술적 해명
이 사고가 일어나기전 2세대 TCAS 시스템을 위한(CP 112) 교체 계획이 주목되고 있었다. 이 처음 경고의 뒤집기로 말하면 DHL 항공기가 상승하면 투폴레프 조종사들은 하강하도록 만드는 계획이었다. 유럽 항공관제의 분석에 따르면 이것은 만약 DHL 조종사들이 새로운 지시를 따르고 투폴레프 항공기가 계속 하강했다면 충돌을 피할 수 있었다는 내용이었다.

### 사고 이후의 권고
보고서에는 TCAS에 대한 권고 사항이 매겨진 것이 포함되었으며, 업그레이드 내용으로 조종사들의 우수한 훈련과 지시 이행이라 부르고 있었다.

## 같이 보기
- 2001년 일본항공 근접 비행 사고
- 2025년 포토맥강 공중 충돌 사고